# حصار داريا والمعضمية
حصار داريا والمعضمية فرضته القوات المسلحة السورية في أواخر عام 2012 بعد أن استولى الثوار على معظم ضاحيتي دمشق داريا و‌معضمية الشام في نوفمبر 2012. ومنذ ذلك الحين، قطعت شبكة الكهرباء في المنطقة حيث حاولت الحكومة اقتحام البلدتين عدة مرات. أثناء الحصار كانت البلدتين تضرب بشكل مستمر من خلال ضربات جوية من القوات الجوية السورية. في 24 أغسطس 2016 تأكد أن الثوار و‌الحكومة السورية عقدوا اتفاقاً سيغادر من خلال الثوار المدينة. وسوف يتمكنون من المغادرة وسيتم ارسالهم إلى إدلب مع أسرهم. والباقي من المدنيين سيتم نقلهم.